# بتانی فرت
بتانی فرت (انگلیسی: Bethany Firth؛ زادهٔ ۱۴ فوریهٔ ۱۹۹۶) ورزشکار ورزش شنا اهل بریتانیا است.
وی همچنین برندهٔ جوایزی همچون ۱۰۰ زن بی‌بی‌سی شده‌است.
وی در مسابقات کشوری و بین‌المللی در مجموع برندهٔ ۴ مدال طلا، ۸ مدال نقره شده‌است.